# ヤン・フェイト
ヤン・フェイト（Jan Fijt、姓の綴りは Fytとも、1609年8月19日 - 1661年9月11日）は、17世紀のフランドルの画家である。静物画や動物や狩猟の場面を描いた作品で知られている。

## 略歴
アントウェルペンで、シント＝ニクラース出身の裕福な商人の息子に生まれた。ファン・デン・ベルヘ(Hans van den Berghe)という画家の弟子として1621年にアントウェルペンの聖ルカ組合に登録されている。ファン・デン・ベルヘはハールレムでヘンドリック・ホルツィウス(1558-1617)に学び、アントウェルペンでピーテル・パウル・ルーベンス(1577-1640）に学んだ画家である。1629年から1631年の間はフェイトはアントウェルペンの動物画家フランス・スナイデルス(1579-1657)に学び、1630年に聖ルカ組合の親方として登録された。
国外での修行をはじめ、1633年にパリに滞在した後、翌年イタリアに旅し、ヴェネツィアでヴェネツィア貴族のセグレド家やコンタリーニ家のために働いた。1635年にはローマに滞在し、ローマで活動する、オランダやフランドル出身の画家達のグループ、「Bentvueghels」の中で活動し、仲間からは「Goudvink（鳥の種類の名前）」のあだ名で呼ばれた。イタリアではナポリやフィレンツェ、ジェノアにも滞在した可能性が高い。
1641年にアントウェルペンに戻り、その後はアントウェルペンで活動した。繁盛した工房を運営し、地元や国外のパトロンや画商からの注文をお受けて、裕福な画家になった。アントウェルペンに設立されていた「ローマ人組合（フランス語:Guilde des romanistes、オランダ語: Confrérie van romanisten、ローマに滞在したことのある様々な著名人の親睦団体）」に1650年に加入した。1652年にローマ人組合の役員になった。1654年に結婚した。
1661年にアントウェルペンで没した。
フェイトの弟子にはピーテル・ボエル(1622-1674)やヤコブ・ファン・デル・ケルクホーフェン(Jacob van der Kerckhoven)がいる。

## 作品

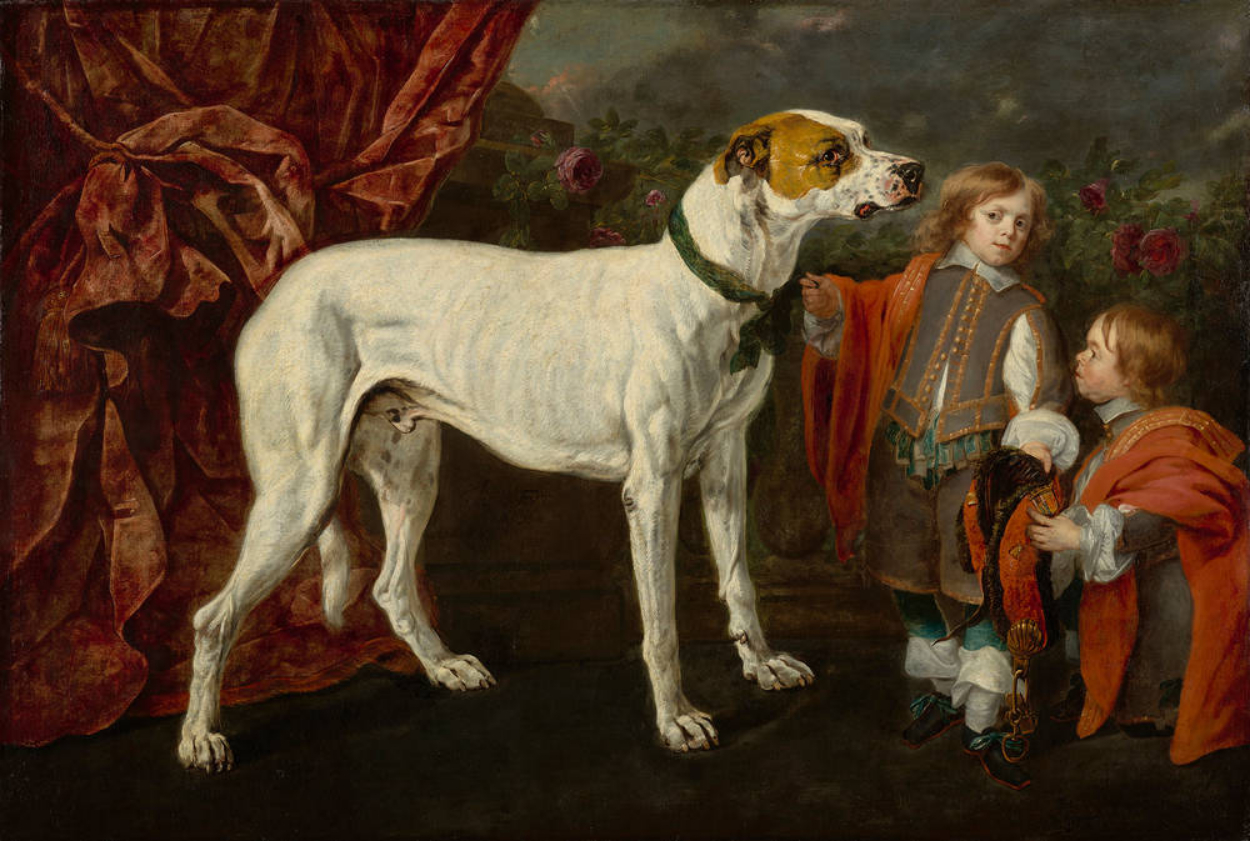
大きい犬と子供と矮人 (1652) アルテ・マイスター絵画館
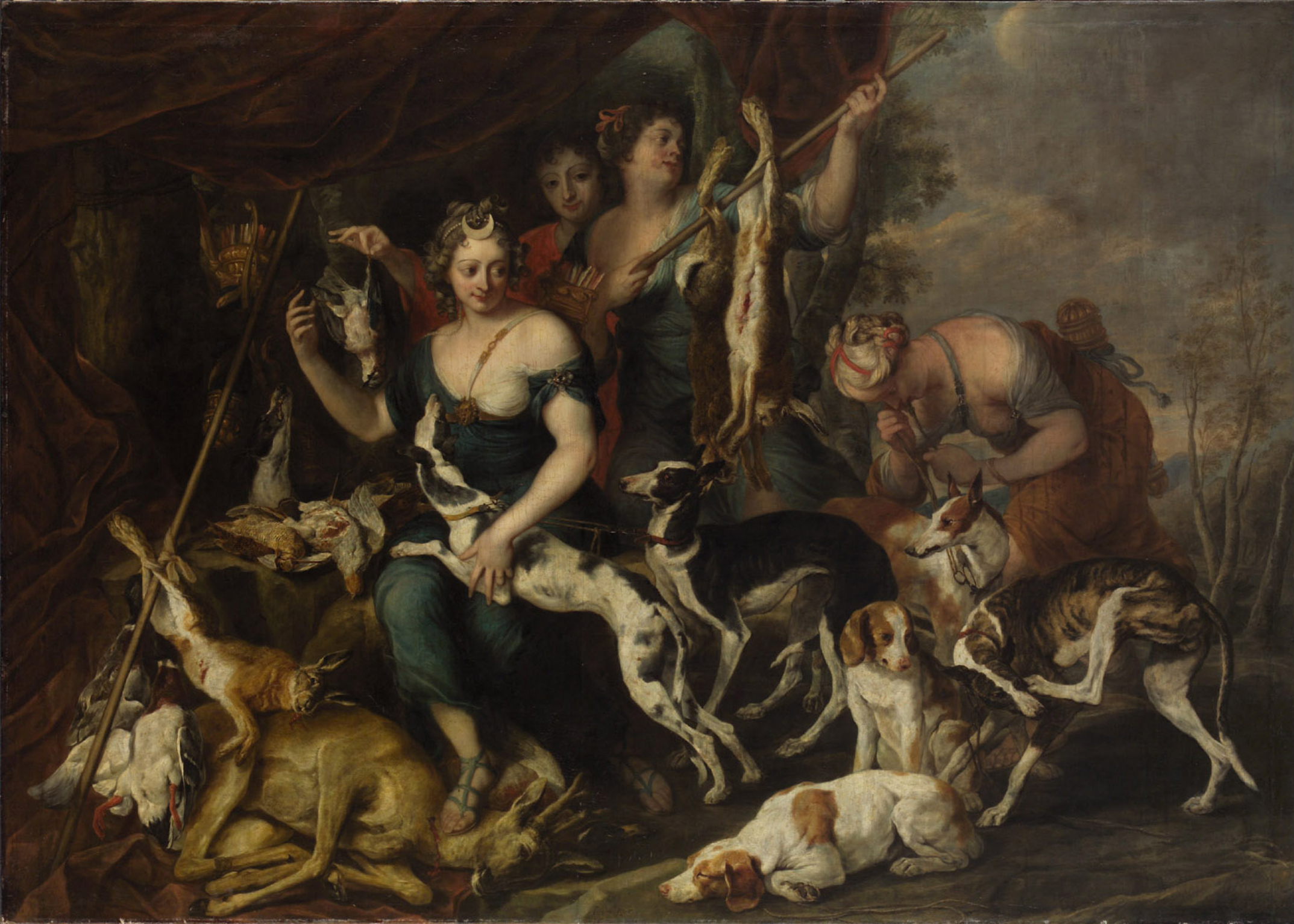
狩猟の神ディアナ、トーマス・ヴィルボールツ・ボスハールトと共作(1650) 美術史美術館
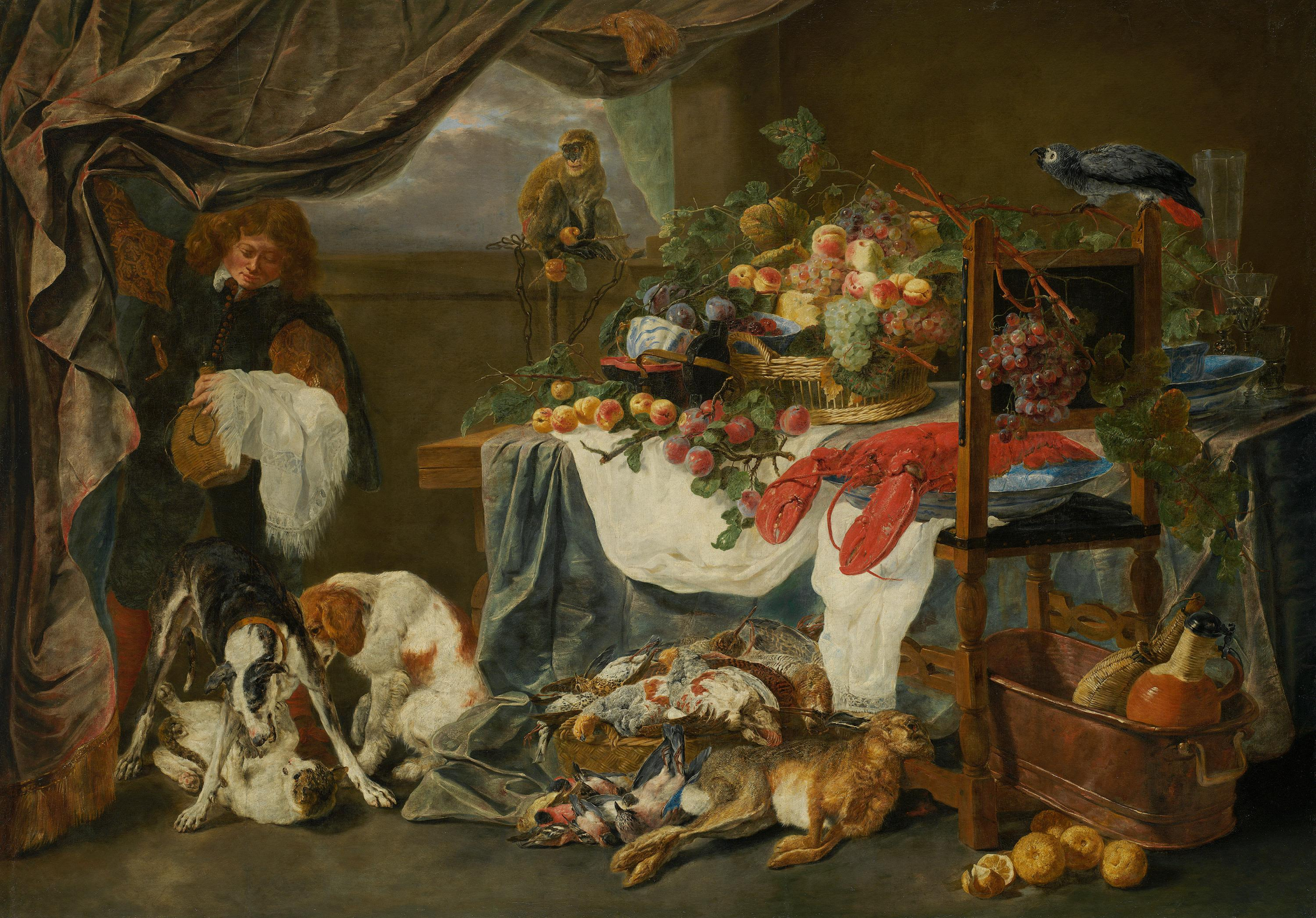
猟の獲物と果物のある静物画